# Cztery rodzaje samadhi
Cztery rodzaje samadhi – praktyka medytacyjna stosowana we wczesnym okresie istnienia szkoły tiantai.

## Źródła i termin
Źródłem do poznania tej techniki medytacyjnej jest krótki tekst napisany przez Zhiyi (538-597) Li zhifa. Powstał on około 595 roku po powrocie Zhiyi na górę Tiantai, gdzie przekonał się on o tym, że społeczność praktykujących na tej górze bardzo się rozrosła, ale jednocześnie nastąpiło obniżenie dyscypliny i duchowego zaangażowania. Aby zapobiec tym negatywnym tendencjom, napisał wspomniany tekst. Tekst ten jest częścią większego zbioru różnorodnych tekstów zatytułowanego Guoqing bailu (Zapiski stu rzeczy [należące do klasztoru] Guoqing).
W Li zhifa Zhiyi opisuje dwa podstawowe podejścia do wyzwolenia:
- samotna praktyka w odległych od innych ludzi górach
- praktyka ze wsparciem społeczności klasztornej

Tekst ten poświęcony jest głównie temu drugiemu sposobowi.
Zhiyi wyróżnia w nim dwa główne funkcjonalne aspekty społeczności tiantai: 
- kolektywne życie powiązane z oddawaniem czci oraz medytacją
- usługi administracyjne mnichów, które wspierają powyższe[2].

Jednak Zhiyi opisuje jeszcze trzeci sposób religijnej praktyki, która ma pierwszeństwo nad wymienionymi powyżej. Jest to "wyrażanie skruchy w oddzielnym sanktuarium" (chiń. bie chang chanhui) lub "samotna praktyka" (chiń. bie xing). Mnisi, a nawet i ludzie świeccy, którzy wykazali się wyjątkową motywacją, byli zachęcani do okresowego opuszczania budynku medytacji i odizolowania siebie na odosobnieniu przez określony czas. Podejmowali tam jakąkolwiek praktykę z zestawu wysoce intensywnych i efektywnych form praktyki znanych pod nazwą cztery rodzaje samadhi (chiń. sizhong sanmei).
Termin "samadhi" ma dwa podstawowe znaczenia. W pierwszym (bardziej znanym) znaczeniu dotyczy ogólnego stanu medytacyjnego pochłonięcia czy ekstazy, co w odniesieniu do buddyzmu pokrywa wiele różnorodnych doświadczeń. Jednak w traktatach szkoły tiantai termin ten jest przeznaczony nie tylko do opisania owoców medytacyjnej praktyki, ale również do różnych mentalnych i fizycznych dyscyplin, stworzonych, aby je wywołać.
Wyrażenie "cztery rodzaje samadhi", które występuje tylko w szkole tiantai, nie opisuje czterech stanów samadhi, ale cztery rodzaje uprawiania czy też praktykowania samadhi. W swoim traktacie Mohe zhiguan (Traktat o wielkim uspokojeniu i wnikliwości) Zhiyi podaje klasyczną już definicję tych czterech rodzajów samadhi:  
| Jest wiele metod praktyki, ale możemy je podsumować jako cztery rodzaje: (1) ciągłe siedzenie, (2) ciągłe chodzenie, (3) częściowo chodzenie, częściowo siedzenie i (4) ani chodzenie, ani siedzenie. Odnosząc się do nich zbiorowo jako do "samadhi" mamy na myśli to, co nastraja, koryguje i stabilizuje umysł. Dazhidu lun (Traktat o wielkiej doskonałej mądrości) nadmienia: "Umiejętność naprawienia umysłu na miejscu i przebywania tam bez zbaczania - jest nazywane samadhi". Takim "jednym miejscem" jest Dharmadhatu i poprzez prawdziwą wnikliwość możecie przebywać tam i nigdy nie być poza nim. Te cztery rodzaje aktywności tworzą wspierający warunek [do medytacji]. Przez spostrzeżenie umysłu i uciekanie się do wspierającego warunku [czterech aktywności] nastraja się i koryguje [umysł]. Dlatego nazywamy je samadhi. |

Prace Nanyuego Huisi (nauczyciela Zhiyi) oraz różne odniesienia z biografii Huisi i jego uczniów wykazują, że właściwie wszystkie te rodzaje praktyki były używane w społeczności prowadzonej przez Huisi i to jako stała i regularna forma medytacyjna. Nawet w swoim ostatnim kazaniu do uczniów przed śmiercią Huisi wypowiedział się o konieczności praktykowania tych medytacji.
Również w biografii Huichenga, jednego z głównych uczniów Huisi, znajdują się odniesienia do tych praktyk i nawet antycypują one rolę, jaką przyznał im Zhiyi w Li zhifa. Swoje pierwsze doświadczenie oświecenia Zhiyi przeżył praktykując "lotusowe samadhi" pod kierunkiem Huisi na górze Dasu. Po opuszczeniu swojego nauczyciela w 568 roku Zhiyi wprowadził te praktyki jako efektywne metody treningu do swojego systemu nauczania. Podczas swojej pierwszej fazy nauczania (w latach 568-575) w Jinling, Zhiyi napisał podręcznik poświęcony fangteng chanfa i "lotusowemu samadhi". Wspomina także o tych wszystkich praktykach w tekście z tego okresu Shi chan boluomi cidi famen (Wyjaśnienie kolejnych bram Dharmy doskonałej dhjany). W 575 roku Zhiyi udał się na górę Tiantai i w pierwszych latach tego okresu napisał kilka podręczników poświęconych tym praktykom.
Sam termin "cztery rodzaje samadhi" nie występuje w tekstach Huisi, ani we wczesnych pracach Zhiyi. Po raz pierwszy pojawia się w tekście Zhiyi Fahua xuanyi (Niejasne znaczenia Sutry Lotosu), który powstał z wykładów wygłoszonych w Jingzhou w 593 roku. Od tego czasu był regularnie używany w większości jego prac.

## Cztery rodzaje samadhi

### 1. Praktykowanie samadhi poprzez ciągłe siedzenie
Technika praktykowania samadhi przez ciągłe siedzenie (chiń. changzuo sanmei) jest utożsamiona z medytacją znaną jako "jedna praktyka samadhi" (chiń. yixing sanmei). Praktykujący stosuje tę medytację przez okres dziewięćdziesięciu dni.
Praktyka "yixing sanmei" jest chińskim tłumaczeniem sanskryckiego terminu ekavyūha-samādhi, który występuje w dwu tekstach, które miały olbrzymi wpływ na myśl Nanyuego Huisi i Zhiyi. Są to: Dapin jing (skt Pañcaviṃśatisāhasrikā-prajñāpāramitā-sūtra, pol. Sutra o doskonałej mądrości w dwudziestu pięciu tysiącach wersów) oraz długi komentarz do niej Dazhidu lun. Mimo tego Zhiyi oparł się na innym tekście, który do praktyki "yixing sanmei" podszedł w bardziej subtelny sposób, czyli Wenshushili suoshuo boruo boluomi jing (skt Saptaśatika-prajñāpāramitā-sūtra, pol. Sutra o doskonałej mądrości wypowiedziana przez Mańdziuśriego).
W Mohe zhiguan Zhiyi opisał warunki w jakich ta praktyka powinna być przeprowadzana. Zwrócił uwagę na ciche pomieszczenie w odległym i nieprzeszkadzającym miejscu. Powinno być ono wolne od wszelkich zakłóceń powodowanych przez człowieka jak i innych. W miejscu do medytacji powinno być najprostsze łóżko, nie powinno być żadnych krzeseł itp. Sama praktyka, trwająca przez okres dziewięćdziesięciu dni, może być wykonywana pojedynczo lub w małych grupach. Medytujący winien medytować gorliwie siedząc bez ruchu w tradycyjnej pozycji lotosu. Medytujący ślubuje nigdy nie spać, kłaść się, stać, bezcelowo chodzić oraz opierać się o jakikolwiek przedmiot. Zezwala się jedynie na krótką medytację chodzoną (chiń. jingxing) i zajmowanie się tak koniecznymi sprawami jak jedzenie i wydalanie.
W tekście Wenshu shuo jing Zhiyi wyróżnił dwa podstawowe podejścia do tej medytacyjnej praktyki:
- podejście radykalne bezpośredniej kontemplacji rzeczywistości Dharmadhatu (lub ciała Dharmy Buddy). Mogą je stosować bardzo doświadczeni medytujący w pełnym zdrowiu.
- bardziej właściwe podejście koncentracji umysłu na imieniu, wyidealizowanym obrazie i zasługach (cnotach) poszczególnych buddów. Ta forma jest przeznaczona dla mniej doświadczonych medytujących i nowicjuszy oraz takich, których moce medytacyjne zostały pomniejszone przez wyczerpanie, chorobę itp[8].

### 2. Praktykowanie samadhi poprzez ciągłe chodzenie
Praktyka changxing sanmei jest utożsamiania z praktyką zwaną pratyutpanna-samādhi (chiń. banzhou sanmei). Jest to skrócona forma pełnej nazywy Pratyutpanna-buddha-saṃmukhāvasthita-samadhi (Samadhi, w którym ktoś znajduje siebie stojącego twarzą w twarz z wszystkimi buddami obecnej ery). Jest to jedno z najbardziej znanych w mahajanie samadhi, o którym wspomina się w wielu wczesnych sutrach mahajanistycznych i komentarzach.
Zhiyi wykorzystał dwa teksty: Pratyutpannasamādhi-sūtra (chiń. Banzhou sanmei jing) w tłumaczeniu Lokakszemy oraz Daśabhūmika[sūtra]vibhāśa (chiń. Shizhu biposha lun) przypisywaną Nagardżunie i przetłumaczoną przez Kumaradżiwę.
Również i ta praktyka stosowana jest przez okres dziewięćdziesięciu dni i tak samo wymagana jest izolacja. Medytujący wybiera ozdoby pomieszczenia, w którym praktykuje, oraz przygotowuje konieczne akcesoria do ofiarowań i owoce, kadzidełka i kwiaty. Po kąpieli zmienia szaty na nowe, w których będzie praktykował tę medytację. Jeśli musi opuścić pomieszczenie, w którym praktykuje, medytujący zmienia szatę na starą. W czasie tych dziewięćdziesięciu dni medytujący musi nieustannie okrążać ołtarz buddy Amitabhy. Ślubuje nigdy nie poddawać się światowym myślom czy pożądaniom, nie opuszczać budynku (poza oczywistymi sprawami jak np. jedzenie), nie siadać i nie odpoczywać.
Ze względu na forsowny charakter tej praktyki, sukces zależy od wsparcia nauczyciela, służącego i towarzyszącego medytującego. Nauczyciel musi być doświadczonym medytującym potrafiącym szybko rozpoznać pojawiające się przeszkody przed medytującym. Służący z zewnątrz troszczy się o praktyczne potrzeby w ciągu dnia i nocy, tak "jak matka chroni swoje dziecko". Rola towarzysza w tej medytacji była bardziej złożona, nastawiona na inspirację.
Medytacja jest nastawiona na wizualizację trzydziestu dwóch głównych i osiemdziesięciu mniejszych cech (jakości) buddy Amitabhy. Zhiyi wyróżnił trzy poziomy praktyki "rozważania od Buddzie" (chiń. nianfo):
- kontemplacja Buddy poprzez wizualizacje głównych i mniejszych cech i jakości jego wyidealizowanego kształtu fizycznego
- kontemplacja bardziej abstrakcyjnych jakości Buddy określających jego wszechwiedzę, takich jak czterdzieści jakości właściwych tylko Buddzie (skt āveṇikabuddhadharmāh)
- kontemplacja istoty Buddy - jego zasadniczej natury czy też prawdziwego charakteru wszystkich fenomenów (skt sarvadharmabhūtatā).

Zasadniczo jest to praktyka bliska "praktykowaniu samadhi poprzez ciągłe siedzenie".
W Banzhou sanmei jing wskazuje się na trzy główne czynniki skąd pratyutpanna samādhi czerpie swoją siłę, dzięki której jest w stanie szybko doprowadzić do oświecenia
- wspierająca moc łaski Buddy (skt adhiṣṭhāna)
- moc samadhi i samego medytującego
- moc czerpana ze zgromadzonych w poprzednich żywotach zasług medytującego[10]

### 3. Praktykowanie samadhi przez częściowo chodzenie i częściowo siedzenie
Określana jest chińskim terminem banxing banzuo sanmei i jest powiązana z dwoma praktykami: lotosowym samadhi (chiń. fahua sanmei) oraz wyrażaniu skruchy (chiń. fangdeng chanfa). Obie te medytacje są praktykowane w powtarzalnych cyklach chodzenia i siedzenia.
- Praktyka fandeng chanfa 

Źródłem dla tej praktyki jest quasi ezoteryczny tekst buddyjski Vaipulya-dhārani-sūtra przetłumaczony jako Fangdeng przez mnicha Fazhonga. Najdłuższym i najwcześniejszym podręcznikiem do tej praktyki jest tekst Zhiyi Fangdeng sanmei xingfa. Z obu tekstów wynika, że w tej praktyce kładzie się wielki nacisk na rytualną czystość i ścisłe przestrzeganie procedury rytuału. Instrukcje dotyczące przygotowania i przeprowadzenia ceremonii są o wiele bardziej szczegółowe od instrukcji do dwóch poprzednich praktyk samadhi.
Dla tej praktyki konieczne są cztery osobne pomieszczenia: sanktuarium, łazienka i dwa przedpokoje. W czasie odosobnienia medytacyjnego, medytujący musi dokonać trzech rytualnych ablucji dziennie. Jeśli wychodzi gdziekolwiek i w jakimkolwiek celu z sanktuarium musi zmienić szatę na starą i przeprowadzić rytuał oczyszczający w dwu przedpokojach, przeprowadzany po to, aby ochronić czystość sanktuarium. Dopuszczona jest możliwość redukcji pomieszczeń do trzech, dwu, a nawet jednego - jednak wtedy medytujący musi dokładnie podzielić dostępną przestrzeń na poszczególne rejony do przeprowadzania oczyszczenia i zmiany szat.
Oddzielne instrukcje przewidują sposób urządzenia wszystkich pomieszczeń.
Minimalny okres odosobnienia został określony na siedem dni. Jednak może on być wydłużony do kilku miesięcy, a nawet lat. Maksymalna ilość medytujących nie może przekraczać dziesięciu ludzi. Jeszcze zanim rozpocznie się właściwa praktyka muszą oni przejść tygodniowy proces oczyszczenia (wyznanie złych uczynków, skrucha za ich popełnienie itd.).
Dzienny plan fangdeng chanfa składa się z cyklicznego następstwa następujących aktywności: 
- Wykonanie ofiarowania, po którym następują pokłony, skrucha, ślubowania i rytualne ablucje
- Okrążanie pomieszczenia połączone z recytowaniem dhāraṇi.
- Pokłony, wyrażanie skruchy i ślubowania
- Siedzenie w medytacji
- Okrążanie pomieszczenia połączone z recytacja dhāraṇi
- Siedzenie w medytacji[12]

W zależności od umiejętności praktykującego Zhiyi wyróżnił dwa ogólne podejścia do tej praktyki:
- skrucha oparta na fenomenalnych aktywnościach (chiń. shi chanhui). Jest przeznaczona dla nowicjuszy i ludzi o mniejszych umiejętnościach medytacyjnych.
- skrucha zgodna z Zasadą (chiń. li chanhui). Jest przeznaczona dla doświadczanych medytujących, którzy potrafią utrzymać w umyśle stałą świadomość Zasady (chiń. li)

- Praktyka lotosowego samadhi

Fahua sanmei, czyli "lotosowe samadhi", przybiera dwie podstawowe formy:
- dwudziestojednodniowa praktyka oparta na 28 rozdziale Sutry Lotosu (chiń. "Puxian pusa chuanfa pin", pol. "Rozdział o upomnieniach bodhisattwy Samantabhadry") oraz na krótkim tekście znanym jako Guan puxian pusa xingfa jing (Sutra o praktyce wizualizacji bodhisattwy Samantabhadry). Ta medytacja ogniskuje się na intensywnym oddawaniu czci, recytowaniu Sutry Lotosu oraz wykonywaniu sformalizowanej ceremonii wyznania złych uczynków znanej jako "skrucha sześciu zmysłów" (chiń. liugen chanhui). Dlatego inną nazwą tej praktyki medytacyjnej jest "lotosowa skrucha" (chiń. fahua chanfa).
- anluo xing (praktyka uspokojenia i błogości). Jej nazwa jest zaczerpnięta z 14 rozdziału Sutry Lotosu (chiń. "Anluo xing pin"). Trwa ona również dwadzieścia jeden dni i koncentruje się całkowicie na uprawianiu głębokiego samadhi bez żadnych przeszkód i przerw na prowadzenie ceremonii[13].

Praktykę lotosowego samadhi przeprowadza się samotnie w budynku składającym się z sanktuarium i przyległego pokoju do siedzącej medytacji. W sanktuarium ustawiony zostaje wysoki tron, na którym spoczywa kopia Sutry Lotosu. Nie można dodawać żadnych obrazów, relikwii i tekstów. I tu również muszą być przygotowane dwie szaty; medytujący wkłada starą szatę, gdy wychodzi z sanktuarium. Zanim dojdzie do tej praktyki musi od przez tydzień przechodzić oczyszczanie, co przygotowuje go duchowo do recytacji i rytualnych procedur.
W ciągu dwudziestu jeden dni medytujący wykonuje następujący zestaw rytuałów w każdym z sześciu podziałów dnia i nocy:
- Ofiarowanie Trzech Czynów (ciała, mowy i umysłu
- Pochwała Trzech Klejnotów (Buddy, Dharmy i Sanghi)
- Pokłony i oddawanie czci różnym buddom
- Recytowanie formuł skruchy za złe uczynki sześciu organów zmysłów
- Końcowe pochwały Trzech Klejnotów i recytowanie formuły Trzech Schronień

Najdłuższą i najbardziej złożoną częścią ceremonii jest skrucha sześciu zmysłów. Składa się ona z pięciu faz, które później w szkole tiantai nosiły nazwę "pięciu pokut" lub "pięciorakiej skruchy" (chiń. wuhui):
- wyznanie lub skrucha za popełnienie złych uczynków (chiń. chanhui)
- błaganie buddów o pozostanie w świecie i obrócenie koła Dharmy (chiń. chuanqing)
- współodczuwające radowanie się zasługami innych (chiń. suixi)
- poświęcenie zasług na rzecz oświecenia wszystkich istot (chiń. huixiang)
- ślubowanie wybawienia wszystkich istot (chiń. fayuan)[14]

### 4. Praktykowanie samadhi ani przez chodzenie, ani przez siedzenie
Ta praktyka jest określana chińskim terminem feixing feizuo sanmei. Dotyczy dwóch rodzajów praktyki: 
- każdej formy ukształtowanej medytacji, oddawania czci, duchowej dyscypliny - które nie pasują do powyżej objaśnionych praktyk chodzenia i siedzenia. Jako przykład takiej praktyki Zhiyi cytuje qing guanyin chanfa (wyrażanie skruchy Guanyin).
- każdego rodzaju dowolnej medytacji, która aktywnie wyrzeka się przynależności do każdego szczególnego wzoru czy sposobu aktywności. Zhiyi nazywa ją suiziyi, co zasadniczo znaczy "czynić, co ktoś chce" lub, w bardziej specjalistycznym języku "praktykowanie samadhi gdziekolwiek umysł w danym momencie jest skierowany".

- Skrucha qing Guanyin

Źródłem dla tej praktyki jest tekst Qing Guanshiyin xiaofu duhai tuoluoni jing (Sutra o dhāraṇi, która przywołuje [bodhisattwę] Awalokiteśwarę do rozproszenia trucizny i krzywdy), który został przetłumaczony przez indyjskiego mnicha Nanti.
Praktykę przeprowadza się w izolowanym budynku. Medytujący odpowiednio ozdabia sanktuarium. Na zachodniej stronie znajduje się ołtarz uwieńczony trójcą buddy Amitabhy (z bodhisattwami Awalokiteśwarą i Mahasthamapraptą po jego lewej i prawej stronie). Przed ołtarzem umieszczona zostaje mata. Medytujący ma dwa zestawy szat - jedna (nowa) do używania w sanktuarium, druga, gdy musi go opuścić.
W tej praktyce może brać udział do dziesięciu osób. Musi się ona rozpocząć w którymś z sześciu dni uposathy w miesiącu: ósmego, czternastego, piętnastego, dwudziestego trzeciego, dwudziestego dziewiątego i trzydziestego dnia. Chociaż w Mohe zhiquan nie ma sprecyzowanego okresu trwania tej praktyki, to w Guoqing bailu określa się go na dwadzieścia jeden lub czterdzieści dziewięć dni.
Podstawowy cykl rytuałów przedstawia się następująco:
- Inwokacja i pokłony dla Trzech Klejnotów, siedmiu buddów przeszłości, buddy Amitabhy i dwóch bodhisattwów - Awalokiteśwary i Mahasthamaprapty, mędrców i sutry dhāraṇi
- ofiarowanie kadzidełek i kwiatów
- siedzenie w medytacji, która rozpoczyna się od liczenia oddechów, po czym następuje skupienie się na buddach dziesięciu kierunków i siedmiu buddach przeszłości. Następnie medytujący tworzy myślenie o współczuciu dla wszystkich istot
- Inwokacja do Trzech klejnotów, inwokacja (chiń. chengming) imienia bodhisattwy Awalokiteśwary oraz ofiarowanie gałązki wierzby i oczyszczonej wody temu bodhisattwie
- recytacja trzech dhāraṇi z tej sutry (dhāraṇi dla rozproszenia trucizny, dhāraṇi dla wymazania złej karmy, dhāraṇi sześciosylabowych zdań)
- wyznanie złych uczynków, skrucha i ślubowanie
- pokłony dla Trzech Klejnotów
- trzy lub siedem rund okrążeń, po których jedna z medytujących osób siada na wysokim krześle i recytuje całą sutrę[16].

Ten rytualny cykl jest wykonywany w całości przez dwa z sześciu interwałów tworzących dzień i noc. Pozostałe cztery - południe, popołudnie, północ i ostatnia część nocy - są przeznaczone na wydłużone okresy medytacji i zwykle wykonywanie pokłonów buddom. Kluczem do sukcesu w tej praktyce jest medytacyjna wnikliwość.
Dużą rolę przykłada się także do dhāraṇi. W "sześciosylabowej dhāraṇi" liczba sześć jest utożsamiana z sześcioma poziomami narodzin. Poprzez recytację tej dhāraṇi medytujący przywołuje sześć form Awalokiteśwary, z których każda manifestacja usuwa przeszkody w jednym z poziomów:
- Awalokiteśwara Wielkiego Współczucia ukazuje się w piekle
- Awalokiteśwara Mądrości pojawia się w krainie głodnych duchów (skt preta)
- Awalokiteśwara Nieustraszona jak Lew pojawia się w krainie zwierząt
- Awalokiteśwara, która jest Mężnym Bohaterem wśród Bogów i Ludzi pojawia się w świecie ludzi
- Awalokiteśwara Wielkiej Promienności pojawia się w krainie asurów (tytanów, zazdrosnych bogów)
- Awalokiteśwara Pojawiający się jako Wielki Brahma, Wnikliwy i Dostojny pojawia się w niebie dewów[17]

- Praktykowanie samadhi gdziekolwiek umysł w danym momencie jest skierowany, suiziyi 

Ta praktyka nie jest opisana w żadnym ze świętych tekstów. Nazwa suiziyi pojawia się w tekście podręcznika do tej praktyki napisanego przez Huisi. Podaje on nazwę tekstu, który zapewne służył jako inspiracja; jest to Śūraṅgamasamādhi-sūtra (chiń. Shoulengyan sanmei jing). Nawet styl podręcznika Huisi wyraźnie odnosi się do tej sutry. Jednak nie ma w niej najmniejszej nawet wzmianki o tej praktyce.
Zhiyi odziedziczył tę praktykę po swoim nauczycielu, jednak dodał dwie nazwy: chueyi sanmei (samadhi zachowania świadomości umysłu [gdziekolwiek jest od skierowany]) i feixing feicuo (ani chodzenie, ani siedzenie). W jego tekstach nie ma już żadnych odniesień do Sutry Śurangamasamadhi. Wskazuje on natomiast na przetłumaczoną przez Kumaradżiwę Pañcaviṃśatisāhasrikā-prajñāpāramitā-sūtra (Sutra doskonałej mądrości w dwudziestu pięciu tysiącach wersów), w której chueyi sanmei pojawia się jako siedemdziesiąte drugie samadhi na liście stu ośmiu wielkich samadhi mahajany.
Chueyi jest chińskim tłumaczeniem sanskryckiego terminu bodhyaṅga, który oznacza "czynnik oświecenia". Natomiast trzeci termin określający tę praktykę, czyli feixing feicuo, jest po prostu tytułem czwartej kategorii w czterech rodzajach samadhi.
Praktyka ta ogniskuje się głównie na umyśle. Bierze jako swój przedmiot mentalne procesy, które inicjują i wzmacniają działanie, oraz zmierzają do ignorowania szczególnego charakteru czy też konwencjonalnej wartości tej aktywności. Inaczej mówiąc, każdy rodzaj aktywności (lub okoliczności) - zarówno religijnej jak i światowej - może służyć jako równie efektywna podstawa pod medytacyjną wnikliwość. Z tego widać, że nazwa "ani chodzenie, ani siedzenie" nie jest całkowicie trafna, gdyż nie wyraża adekwatnie natury tej praktyki. Najlepiej można ją opisać jako wykorzystywanie jednej lub wszystkich aktywności.
Aby lepiej ukazać wszechstronność suiziyi Zhiyi w Mohe zhiguan wyróżnił cztery szerokie kategorie działań, do których suiziyi można zastosować:
- każda wyraźna forma medytacji lub religijnej dyscypliny pochodząca z sutr
- uczciwe działania
- nieuczciwe działania
- działania, które mają jakieś moralne wartości (lub je tworzą)

Prawdziwą metodą dla wnikliwego umysłu podczas różnorodnych aktywności jest to, co Zhiyi nazywa czterema fazami (lub znakami) mentalnej aktywacji (chiń. siyun xinxiang):
- jeszcze nie myślenie (chiń. weinian)
- tuż przed myśleniem (chiń. yunian)
- rzeczywiste myślenie (chiń. zhengnian lub dangnian)
- "mam myśl" (chiń. nianyi)

Chociaż istnieje nieograniczona różnorodność aktywności jak i wielość sposobów rozróżniania psychologicznych i fizycznych okoliczności, które zachodzą w każdym momencie aktywności, to istotą każdej z tych aktywności jest powyższy wzór czterech faz, następujących po sobie w niekończącej się sukcesji.
Zhiyi zdawał sobie sprawę, że praktyka owa jest bardzo pociągająca dla wszystkich i może ona przyćmić wszystkie inne formy buddyjskiej praktyki. Dlatego w Mohe zhiguan zawarł wiele przestróg przed jej nadużywaniem posługując się przykładami mistrzów dhjany, którzy doprowadzili siebie i swoich uczniów do upadku, gdyż uczynili z tej praktyki praktykę nadrzędną. Zhiyi uważał więc, że praktyka ta nie jest dla wszystkich i nie była ona stworzona po to, aby zastąpić inne praktyki. Uważał ją za praktykę tylko dla zaawansowanych i w Chueyi sanmei xingfa zamieścił wstępne elementy dyscypliny, które powinny prowadzić do pełnej praktyki suiziyi:
- ślubowanie
- powstrzymanie umysłu przy pomocy Sześciu Doskonałości
- opanowanie mentalnych faz
- Ogólna Wnikliwość umysłu (podczas siedzenia)
- szczególna wnikliwość podczas różnych aktywności